# Liste der Fließgewässer im Flusssystem Wittigbach
Die Liste der Fließgewässer im Flusssystem Wittigbach umfasst alle direkten und indirekten Zuflüsse des Wittigbaches, soweit sie namentlich auf der Topographischen Karte 1:10000 Bayern Nord (DK 10), im Kartenservicesystem des Bayerischen Landesamts für Umwelt (LfU) oder in der Gewässernetzkarte des LUBW aufgeführt sind. Namenlose Zuläufe und Abzweigungen werden nicht berücksichtigt. Wenn sich der Gewässername nach dem Zusammenfluss zweier Gewässerabschnitte ändert, werden die beiden Zuflüsse als Quellzuflüsse separat angeführt, ansonsten erscheint der Teilbereichsname in Klammern. Die Längenangaben werden auf eine Nachkommastelle gerundet. Die Fließgewässer werden jeweils flussabwärts aufgeführt. Die orografische Richtungsangabe bezieht sich auf das direkt übergeordnete Gewässer.

## Wittigbach
Der Wittigbach ist ein linker Zufluss des Grünbaches.

## Zuflüsse
Direkte und indirekte Zuflüsse des Wittigbaches
- Schafbach (rechter Oberlauf)
  - Rimbach (Rasiggraben[1], Renkbach[2]) (rechter Oberlauf)
    - Grundgraben (Rasiggraben[3]) (linker Quellbach), 6,5 km
      - Kesselbodengraben (rechter Quellbach[4])
      - Limbachsgraben (Schwemmgraben[5]) (linker Quellbach)
      - Ochsenauer Graben (links)
      - Schabgraben (rechts)

    - Löchlesgraben (rechter Quellbach)
      - Hinteres Löchle (rechts)

    - Vorderes Löchle (rechts)
    - Wannengraben (rechts)
      - Lerchenraingraben (links)

  - Moosbach (linker Oberlauf)
    - Klingenbach (linker Oberlauf[6])
      - Riedbach (links)

    - Güßgraben (rechter Oberlauf)

  - Lochwiesengraben (rechts)
  - Dammbach (links)
    - Sulzdorfer Bach (linker Oberlauf)
      - Katzenbach (rechter Oberlauf)
        - (Bach aus dem Wolfsgrund) (rechts)

      - Langenwiesenbach (linker Oberlauf)
      - Dreibrunnenbach (links)

    - Hölzergraben (rechter Oberlauf)

  - Kehlbrunnen (links)
- Seebach (Gützinger Bach[7]) (linker Oberlauf), 8,5 km
  - Esbach (rechts)
  - Flachsbach (links)
- Grenzbach (am Unterlauf Effelter Graben) (rechts)
  - Kuhtriebgraben (links)
  - Grundbächlein (rechts)
  - Poppenhauser Graben (rechts)
- Insinger Bach (links), 8,1 km und 22,9 km²
  - Mühlbach (links)
    - Gaisbrunner Bach (linker Quellbach[8])
    - Bachgeltengraben (rechter Quellbach)

  - Lochgraben (links)
    - Teufelsgraben (links)
- Bach vom Adamstal (rechts)
- Tiefentalgraben (rechts)
- Wurmgraben (links) (entfließt dem Marstadter See)
  - Marstatter Graben (links)
  - Steinigsgraben (rechts)
    - Sprinkenseegraben (links)

  - Dorfwiesenbächlein (rechts)
  - Burggraben (rechts)
- Messelhausener Graben (links)
- Uhlberger Graben (rechts)
  - Vogelherdgraben (links)
  - Struthgraben (links)
  - Wannegraben (rechts)
    - Krensheimer Graben (rechts)

  - Eichelseegraben (links)
    - Hüttlesackergraben (links)

  - Grundgraben (rechts)
  - Bildäckergraben (rechts)
  - Flussgraben (links)
- Kützbrunner Graben (links)
- Franzengraben (rechts)
- Egelseegraben (links)
- Geisberggraben (rechts)
- Ungerstalgraben (rechts)

## Flusssystem Grünbach
- Fließgewässer im Flusssystem Grünbach